# Billboard Vietnam Hot 100

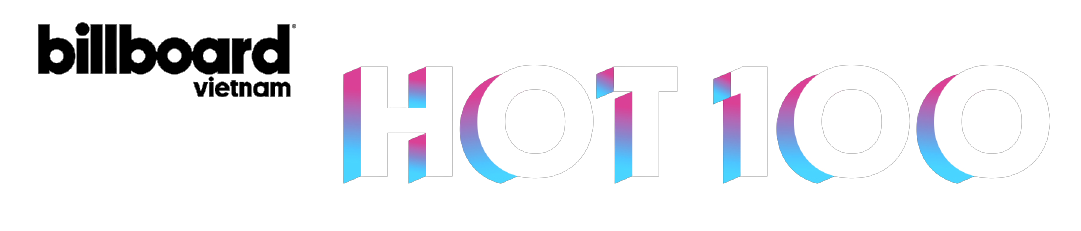
Logo della classifica

La Billboard Vietnam Hot 100 è stata la classifica musicale ufficiale del Vietnam, lanciata il 14 gennaio 2022 e redatta settimanalmente da Billboard Việt Nam, la divisione locale della rivista musicale statunitense Billboard, fino al dicembre 2023.
La classifica è stata pubblicata ogni giovedì ed è stata compilata in base ai dati di riproduzione in streaming forniti da Luminate Data per raggruppare le cento canzoni più popolari a livello nazionale nel paese asiatico. La prima numero della graduatoria è divenuta Mang tiền về cho mẹ del rapper Đen, in collaborazione con Nguyên Thảo.

## Singoli al numero uno

### 2022
| Settimana    | Artista                        | Brano                                   | Note   |
| ------------ | ------------------------------ | --------------------------------------- | ------ |
| 14 gennaio   | Đen feat. Nguyên Thảo          | Mang tiền về cho mẹ                     | [ 2 ]  |
| 20 gennaio   | Đen feat. Nguyên Thảo          | Mang tiền về cho mẹ                     | [ 3 ]  |
| 27 gennaio   | Đen feat. Nguyên Thảo          | Mang tiền về cho mẹ                     | [ 4 ]  |
| 3 febbraio   | Đen feat. Nguyên Thảo          | Mang tiền về cho mẹ                     | [ 5 ]  |
| 10 febbraio  | Đen feat. Nguyên Thảo          | Mang tiền về cho mẹ                     | [ 6 ]  |
| 17 febbraio  | Đen feat. Nguyên Thảo          | Mang tiền về cho mẹ                     | [ 7 ]  |
| 24 febbraio  | Jung Kook                      | Stay Alive                              | [ 8 ]  |
| 3 marzo      | Đức Phúc                       | Ngày đầu tiên                           | [ 9 ]  |
| 10 marzo     | Đức Phúc                       | Ngày đầu tiên                           | [ 10 ] |
| 17 marzo     | RPT MCK feat. Trung Trần       | Chìm sâu                                | [ 11 ] |
| 24 marzo     | RPT MCK feat. Trung Trần       | Chìm sâu                                | [ 12 ] |
| 31 marzo     | BTS                            | Butter                                  | [ 13 ] |
| 7 aprile     | K-ICM feat. Phương Thanh       | Chân mây                                | [ 14 ] |
| 14 aprile    | Big Bang                       | Still Life                              | [ 15 ] |
| 21 aprile    | Big Bang                       | Still Life                              | [ 16 ] |
| 28 aprile    | Big Bang                       | Still Life                              | [ 17 ] |
| 5 maggio     | K-ICM e Trung Quân             | Chơi vơi                                | [ 18 ] |
| 12 maggio    | Sơn Tùng M-TP                  | There's No One at All                   | [ 19 ] |
| 19 maggio    | Madihu feat. Low G             | Có em                                   | [ 20 ] |
| 26 maggio    | Trúc Nhân                      | Có không giữ mất đừng tìm               | [ 21 ] |
| 2 giugno     | Trúc Nhân                      | Có không giữ mất đừng tìm               | [ 22 ] |
| 9 giugno     | T.R.I                          | Ánh sao và bầu trời                     | [ 23 ] |
| 16 giugno    | T.R.I                          | Ánh sao và bầu trời                     | [ 24 ] |
| 23 giugno    | BTS                            | Yet to Come (The Most Beautiful Moment) | [ 25 ] |
| 30 giugno    | Miu Lê, Karik e Châu Đăng Khoa | Vì mẹ anh bắt chia tay                  | [ 26 ] |
| 7 luglio     | Charlie Puth e Jung Kook       | Left and Right                          | [ 27 ] |
| 14 luglio    | Grey D e Tlinh                 | Vài câu nói có khiến người thay đổi     | [ 28 ] |
| 21 luglio    | Tăng Duy Tân                   | Bên trên tầng lầu                       | [ 29 ] |
| 28 luglio    | Tăng Duy Tân                   | Bên trên tầng lầu                       | [ 30 ] |
| 4 agosto     | Tăng Duy Tân                   | Bên trên tầng lầu                       | [ 31 ] |
| 11 agosto    | Tăng Duy Tân                   | Bên trên tầng lầu                       | [ 32 ] |
| 18 agosto    | Madihu feat. Vũ                | Vì anh đâu có biết                      | [ 33 ] |
| 25 agosto    | Madihu feat. Vũ                | Vì anh đâu có biết                      | [ 34 ] |
| 1º settembre | Blackpink                      | Pink Venom                              | [ 35 ] |
| 8 settembre  | Blackpink                      | Pink Venom                              | [ 36 ] |
| 15 settembre | Blackpink                      | Pink Venom                              | [ 37 ] |
| 22 settembre | Mono e Onionn                  | Waiting for You                         | [ 38 ] |
| 29 settembre | Blackpink                      | Shut Down                               | [ 39 ] |
| 6 ottobre    | Mono e Onionn                  | Waiting for You                         | [ 40 ] |
| 13 ottobre   | Mono e Onionn                  | Waiting for You                         | [ 41 ] |
| 20 ottobre   | Mono e Onionn                  | Waiting for You                         | [ 42 ] |
| 27 ottobre   | Mono e Onionn                  | Waiting for You                         | [ 43 ] |
| 3 novembre   | Mono e Onionn                  | Waiting for You                         | [ 44 ] |
| 10 novembre  | Mono e Onionn                  | Waiting for You                         | [ 45 ] |
| 17 novembre  | Mono e Onionn                  | Waiting for You                         | [ 46 ] |
| 24 novembre  | Mono e Onionn                  | Waiting for You                         | [ 47 ] |
| 1º dicembre  | Mono e Onionn                  | Waiting for You                         | [ 48 ] |
| 8 dicembre   | Mono e Onionn                  | Waiting for You                         | [ 49 ] |
| 15 dicembre  | Mono e Onionn                  | Waiting for You                         | [ 50 ] |
| 22 dicembre  | Mono e Onionn                  | Waiting for You                         | [ 51 ] |
| 29 dicembre  | NewJeans                       | Ditto                                   | [ 52 ] |

### 2023
| Settimana   | Artista                     | Brano            | Note   |
| ----------- | --------------------------- | ---------------- | ------ |
| 5 gennaio   | NewJeans                    | Ditto            | [ 53 ] |
| 12 gennaio  | NewJeans                    | Ditto            | [ 54 ] |
| 19 gennaio  | NewJeans                    | OMG              | [ 55 ] |
| 26 gennaio  | Hieuthuhai, Negav e Kewtiie | Ngủ một mình     | [ 56 ] |
| 2 febbraio  | Hoàng Thùy Linh             | Bo xì bo         | [ 57 ] |
| 9 febbraio  | Miley Cyrus                 | Flowers          | [ 58 ] |
| 16 febbraio | Miley Cyrus                 | Flowers          | [ 59 ] |
| 23 febbraio | Đen e Cheng                 | Luôn yêu đời     | [ 60 ] |
| 2 marzo     | Đức Phúc e 911              | Em đồng ý (I Do) | [ 61 ] |
| 9 marzo     | The Weeknd e Ariana Grande  | Die for You      | [ 62 ] |
| 16 marzo    | Tlinh e 2pillz              | Nếu lúc đó       | [ 63 ] |
| 23 marzo    | Tlinh e 2pillz              | Nếu lúc đó       | [ 64 ] |
| 30 marzo    | Tlinh e 2pillz              | Nếu lúc đó       | [ 65 ] |
| 6 aprile    | Jimin                       | Like Crazy       | [ 66 ] |
| 13 aprile   | Jisoo                       | Flower           | [ 67 ] |
| 20 aprile   | Jisoo                       | Flower           | [ 68 ] |
| 27 aprile   | Jisoo                       | Flower           | [ 69 ] |
| 4 maggio    | Fifty Fifty                 | Cupid            | [ 70 ] |
| 11 maggio   | Grey D e Chillies           | Đưa em về nhàa   | [ 71 ] |
| 18 maggio   | Sơn Tùng M-TP               | Making My Way    | [ 72 ] |